# Efecto predeterminado
Entre el conjunto de opciones que los agentes de diversas áreas pueden elegir, la opción predeterminada es la opción que obtendrá si el usuario o la usuaria no hace nada. Las interpretaciones más amplias de las opciones predeterminadas incluyen opciones que son normativas o sugeridas. 
Los experimentos y los estudios observacionales muestran que hacer una "opción por defecto" aumenta la probabilidad de que sea elegida; a esto se lo suele llamar como efecto predeterminado. 
Se han discutido diferentes causas para este efecto. Es por eso que se ha propuesto establecer o cambiar los valores predeterminados como una forma efectiva de influir en el comportamiento, por ejemplo, con respecto a decidir si ser un donante de órganos, dar su consentimiento para recibir marketing por correo electrónico o elegir el nivel de las contribuciones jubilatorias.

## Tipos

### Efecto predeterminado endógeno
En un contexto de elección, un valor predeterminado refiere a aquella opción con la que los seleccionadores eligen si no hacen una elección activa. Esta noción es similar en informática, donde los valores predeterminados son configuraciones o valores que se asignan automáticamente fuera de la intervención del usuario. Establecer el valor predeterminado afecta la probabilidad de que las personas terminen con otra opción elegida. 
Por ejemplo, en diferentes países tienen reglas sobre cómo convertirse en un donante de órganos. En los países con política de aceptación, todos los ciudadanos son considerados automáticamente como no donantes a menos que se registren activamente como donantes. En los países con la política de exclusión voluntaria, todos los ciudadanos son considerados automáticamente como donantes a menos que busquen activamente ser eliminados del registro. Se ha argumentado que estas discrepancias políticas son la causa principal de la diferencia significativa en las tasas de los donantes en los respectivos países.

### Efecto predeterminado exógeno
Algunos efectos predeterminados están implicados por la situación. En entornos sociales, por ejemplo, la elección normativa (lo que otros están haciendo) puede adoptarse inconscientemente como un efecto social predeterminado. Por lo tanto, es más probable que las personas elijan lo que observan de otros, incluso si no creen que la otra persona sea la persona con más conocimientos. Las personas también tienen más probabilidades de tratar las opciones que requieren menos justificación como valores predeterminados. La opción predeterminada para las audiencias de libertad condicional, por ejemplo, es negar la libertad condicional a los presos.

## Explicaciones
Se han ofrecido varias explicaciones diferentes sobre cómo la configuración predeterminada provoca un cambio en la distribución de la elección. Estos incluyen:

### Esfuerzo cognitivo
Si un agente es indiferente o está en conflicto con las opciones, puede implicar demasiado esfuerzo cognitivo para basar una elección en evaluaciones explícitas. En ese caso, él o ella podría ignorar las evaluaciones y elegir de acuerdo con la heurística predeterminada, que simplemente dice "si hay un valor predeterminado, no haga nada al respecto". La evidencia que respalda esta cuenta de esfuerzo cognitivo se proporciona en el ámbito de los efectos sociales predeterminados. Los participantes distraídos por una exigente tarea concurrente tienen más probabilidades de elegir uno de los dos bocadillos que vieron elegir un participante anterior. Aumentar el número de bocadillos recibidos en función de la elección disminuyó este efecto social predeterminado.

### Costos de cambio
Si un agente se enfrenta a costos cuando se desvía de un valor predeterminado que supera los posibles beneficios de cambiar a otra opción, es racional atenerse a la opción predeterminada. Los costos de divergencia del incumplimiento pueden incluir costos para la búsqueda de información (tiempo, honorarios de consultoría) y/o costos para registrar la elección (tiempo, franqueo, honorarios de abogados). Esto equivale a una explicación de costo de transacción estándar de la teoría de la elección racional.

### Aversión a la pérdida
Si un agente evalúa opciones en múltiples dimensiones, entonces el valor predeterminado funciona como un punto de referencia desde el cual algunas dimensiones se interpretan como pérdidas y, por lo tanto, se vuelven más importantes para la elección.

### Recomendación
Que el creador de políticas establezca un valor predeterminado se interpreta como una recomendación implícita para elegir esa opción predeterminada. La información obtenida de esta recomendación podría ser suficiente para cambiar las preferencias de algunas personas.

### Cambio de significado
Los valores predeterminados también pueden afectar el significado de las opciones de elección y, por lo tanto, las elecciones de los agentes sobre ellas. Por ejemplo, se ha demostrado que bajo una política de inclusión voluntaria en la donación de órganos, la elección de no convertirse en un donante de órganos se percibe como una elección de poco fracaso moral. Bajo una política de exclusión voluntaria, en contraste, la elección de no ser un donante de órganos se percibe como moralmente más deficiente. Estas diferencias en la evaluación pueden afectar la elección racional sobre estas opciones.
- Datos: Q17006963

1. ↑  Johnson, E. J.; Goldstein, D. (2003). «MEDICINE: Do Defaults Save Lives?». Science 302 (5649): 1338-1339. PMID 14631022. doi:10.1126/science.1091721.
2. ↑  Johnson, E. J.; Goldstein, D. (2003). «MEDICINE: Do Defaults Save Lives?». Science 302 (5649): 1338-1339. PMID 14631022. doi:10.1126/science.1091721.
3. ↑  Huh, Young Eun; Vosgerau, Joachim; Morewedge, Carey K. (1 de octubre de 2014). «Social Defaults: Observed Choices Become Choice Defaults». Journal of Consumer Research (en inglés) 41 (3): 746-760. ISSN 0093-5301. doi:10.1086/677315.
4. ↑  Danziger, Shai; Levav, Jonathan; Avnaim-Pesso, Liora (26 de abril de 2011). «Extraneous factors in judicial decisions». Proceedings of the National Academy of Sciences (en inglés) 108 (17): 6889-6892. ISSN 0027-8424. PMC 3084045. PMID 21482790. doi:10.1073/pnas.1018033108.
5. ↑  Gigerenzer, G. (2008). «Why Heuristics Work». Perspectives on Psychological Science 3: 20-281. doi:10.1111/j.1745-6916.2008.00058.x.
6. ↑  Tversky, A.; Kahneman, D. (1991). «Loss Aversion in Riskless Choice: A Reference-Dependent Model». The Quarterly Journal of Economics 106 (4): 1039. JSTOR 2937956. doi:10.2307/2937956.
7. ↑  McKenzie, C. R. M.; Liersch, M. J.; Finkelstein, S. R. (2006). «Recommendations Implicit in Policy Defaults». Psychological Science 17 (5): 414-420. PMID 16683929. doi:10.1111/j.1467-9280.2006.01721.x.
8. ↑  Davidai, S.; Gilovich, T.; Ross, L. D. (2012). «The meaning of default options for potential organ donors». Proceedings of the National Academy of Sciences 109 (38): 15201. PMC 3458339. PMID 22949639. doi:10.1073/pnas.1211695109.